# Panagiotis Lagos
Panagiotis Lagos (en griego: Παναγιώτης Λαγός), es un futbolista griego, se desempeña como volante izquierdo y actualmente juega en el Vorskla Poltava.

## Clubes
| Club            | País    | Año         | Partidos | Goles |
| Iraklis FC      | Grecia  | 2002 - 2006 | 76       | 10    |
| AEK Atenas FC   | Grecia  | 2006 - 2013 | 91       | 6     |
| Vorskla Poltava | Ucrania | 2013-       | 5        | 0     |

## Palmarés
AEK Atenas FC
- Copa de Grecia: 2011

- Datos: Q1125936
- Multimedia: Panagiotis Lagos / Q1125936